# 板荷村
板荷村（いたがむら）は栃木県の北西部、上都賀郡に属していた村である。

## 地理
- 河川：黒川、行川、長畑川

## 歴史
- 1889年（明治22年）4月1日 町村制施行により、板荷村、小来川村が合併し上都賀郡板来村（いたこむら）が成立する。
- 1893年（明治26年）3月18日 板来村が東西に分割、東部の板荷地区が板荷村となる。（西部の小来川地区は小来川村となる。）
- 1954年（昭和29年）10月1日 （旧）鹿沼市、菊沢村、東大芦村、北押原村、西大芦村、加蘇村、北犬飼村と合併し鹿沼市となる。